# Apia
Apia este capitala statului Samoa, o țară insulară din Pacificul de Sud, partea estică a grupului de insule Samoa aparține de SUA. Orașul portuar este situat pe coasta de nord a insulei Upolu, are un număr de circa 40.000 de locuitori (2006). Apia a devenit în ultimii zece ani dintr-un oraș colonial prăfuit, un oraș modern caraterizat printr-un avânt economic, comercial și clădiri moderne. În oraș se pot întâlni aproape peste tot filiale nordamericane. La periferia orașului este zona industrială unde se produc: piese de schimb auto (Yazaki Samoa), produse textile și alimentare pentru consum intern și export. Pe un deal (Mount Vaea) din apropierea orașului se află mormântul scriitorului Robert Louis Stevenson. La 9 km sud de Apia se află, în Tiapatu, unicul „lăcaș de rugăciune” a credincioșilor Bahai din Oceania.

## Clima
| Date climatice pentru Apia, Samoa      | Date climatice pentru Apia, Samoa | Date climatice pentru Apia, Samoa | Date climatice pentru Apia, Samoa | Date climatice pentru Apia, Samoa | Date climatice pentru Apia, Samoa | Date climatice pentru Apia, Samoa | Date climatice pentru Apia, Samoa | Date climatice pentru Apia, Samoa | Date climatice pentru Apia, Samoa | Date climatice pentru Apia, Samoa | Date climatice pentru Apia, Samoa | Date climatice pentru Apia, Samoa | Date climatice pentru Apia, Samoa |
| Luna                                   | Ian                               | Feb                               | Mar                               | Apr                               | Mai                               | Iun                               | Iul                               | Aug                               | Sep                               | Oct                               | Nov                               | Dec                               | Anual                             |
| -------------------------------------- | --------------------------------- | --------------------------------- | --------------------------------- | --------------------------------- | --------------------------------- | --------------------------------- | --------------------------------- | --------------------------------- | --------------------------------- | --------------------------------- | --------------------------------- | --------------------------------- | --------------------------------- |
| Maxima medie °C (°F)                   | 30 (86)                           | 29 (84)                           | 30 (86)                           | 30 (86)                           | 29 (84)                           | 29 (84)                           | 29 (84)                           | 28 (82)                           | 28 (82)                           | 29 (84)                           | 30 (86)                           | 29 (84)                           | 29 (84)                           |
| Minima medie °C (°F)                   | 23 (73)                           | 24 (75)                           | 23 (73)                           | 23 (73)                           | 23 (73)                           | 23 (73)                           | 23 (73)                           | 23 (73)                           | 23 (73)                           | 23 (73)                           | 23 (73)                           | 23 (73)                           | 23 (73)                           |
| Precipitații mm (inches)               | 450 (17.72)                       | 380 (14.96)                       | 350 (13.78)                       | 250 (9.84)                        | 160 (6.3)                         | 120 (4.72)                        | 80 (3.15)                         | 80 (3.15)                         | 130 (5.12)                        | 170 (6.69)                        | 260 (10.24)                       | 370 (14.57)                       | 2.850 (112,2)                     |
| Nr. de zile cu precipitații (≥ 0.1 mm) | 19                                | 18                                | 17                                | 15                                | 13                                | 11                                | 8                                 | 9                                 | 12                                | 14                                | 16                                | 17                                | 173                               |
| Sursă:                                 |                                   |                                   |                                   |                                   |                                   |                                   |                                   |                                   |                                   |                                   |                                   |                                   |                                   |